# Lindsey Morgan
Pour les articles homonymes, voir Morgan.
Lindsey Morgan est une actrice américaine, née le 27 février 1990 à Houston (Texas).
Elle devient célèbre en jouant dans plusieurs séries, notamment pour son rôle de Kristina Davis dans la série télévisée Hôpital central (2012-2013), elle enchaîne ensuite avec celui de Raven Reyes dans la série Les 100 (2014-2020) puis celui de Micki Ramirez dans la série Walker (2021-2023).
Elle poursuit sa lancée dans sa carrière au cinéma, en étant à l’affiche des films Detention (2011), Croire en ses rêves (2016), ou encore Summer Days, Summer Nights (en) (2018) et Skylines (2020).

## Biographie

### Enfance et formation
Elle naît à Houston au Texas de George Morgan et Alice Burciaga. Elle a des origines françaises,  mexicaines et irlandaises. Elle a un jeune frère et une demi-sœur. 

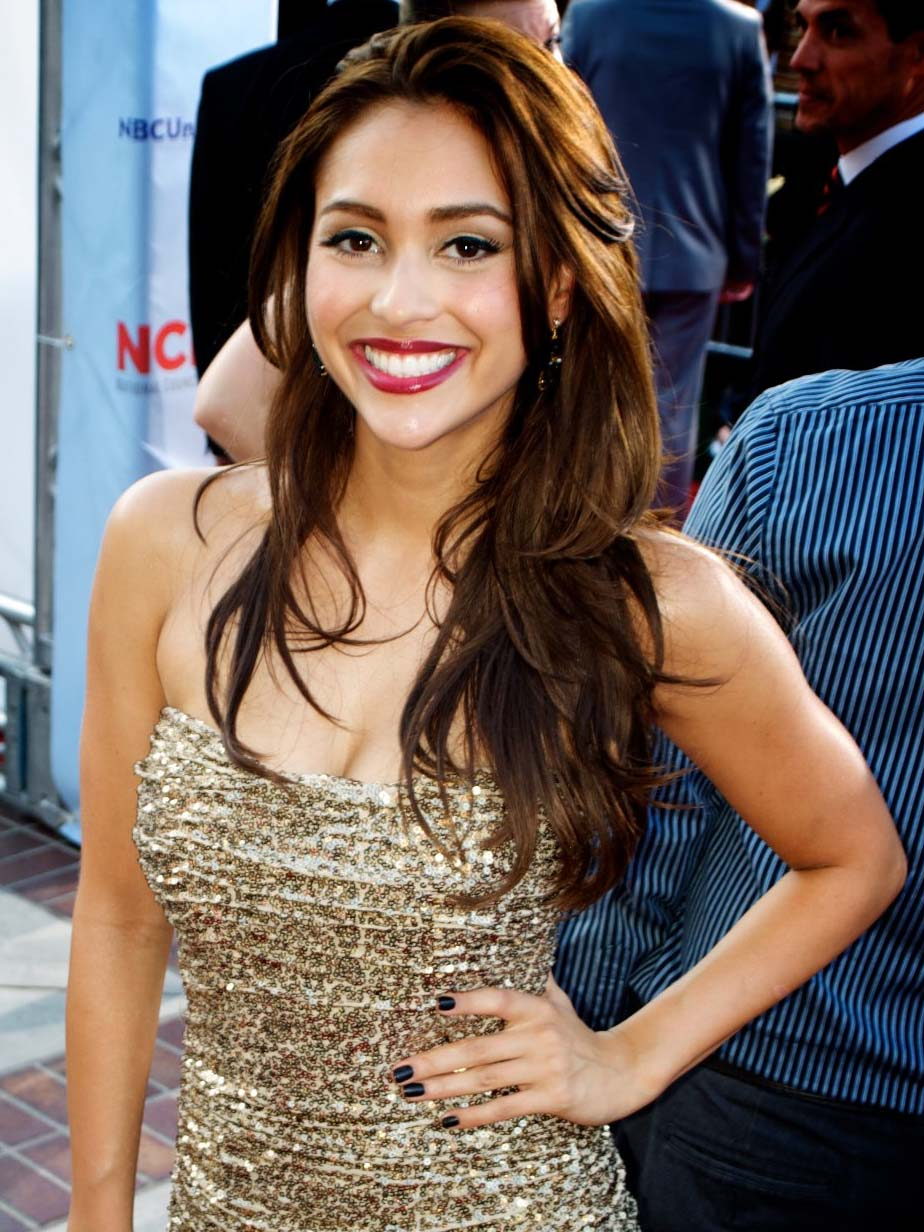
Lindsey Morgan en 2012.

### Carrière
En août 2013, il est annoncé qu'elle rejoint le casting principal de la série télévisée à succès Les 100, dans le rôle de Raven Reyes. La série est diffusée depuis le 19 mars 2014 sur le réseau The CW.
Le 5 février 2020, il a été annoncé qu'elle était choisie pour jouer l'un des rôles principaux dans la série Walker, le reboot de la série télévisée Walker, Texas Ranger aux côtés de Jared Padalecki Jeff Pierre et Keegan Allen,,. Elle y incarne Michelle « Micki » Ramirez, la nouvelle partenaire de Cordell Walker incarné par Chuck Norris de 1993 à 2001 dans la série originale. La série développée par Anna Fricke (en) sera diffusée en 2021 sur The CW. Elle quitte la série, à l'issue du sixième épisode de la deuxième saison.

## Filmographie

### Cinéma

#### Longs métrages
- 2011 : Detention de Joseph Kahn : Alexis Spencer
- 2011 : DisCONNECTED de Leslie Libman : Maria
- 2013 : Chastity Bites (en) de John V. Knowles : Noemi
- 2014 : ETXR de Trevor Sands : Florence
- 2017 : Lasso de Evan Cecil : Kit
- 2017 : Beyond Skyline de Liam O'Donnell : Capitaine Rose Corley
- 2018 : Summer Days, Summer Nights (en) d'Edward Burns : Debbie Espinoza
- 2020 : Skylines de Liam O'Donnell : Capitaine Rose Corley

#### Courts métrages
- 2013 : Facebook Stalking de Anthony Falleroni : Lindsey
- 2014 : 5 Stages de Lee Amir-Cohen : Aubrey

### Télévision

#### Téléfilms
- 2011 : A Thin Line de Leslie Libman : Maria
- 2016 : Croire en ses rêves d'Ernie Barbarash : Ariana

#### Séries télévisées
- 2011 : B-Sides (saison 1, épisode 11)
- 2011 : Supah Ninjas : Chantelle (saison 1, épisode 12)
- 2012 : How I Met Your Mother : Lauren (saison 7, épisode 16)
- 2012 : Happy Endings : Tracy (saison 2, épisode 20)
- 2012-2013 : General Hospital : Kristina Davis (67 épisodes)
- 2013 : Franklin & Bash : Jennifer (saison 3, épisode 9)
- 2013 : The Flip Side (saison 1, épisode 7 et saison 2, épisode 3)
- 2013 : Shark Bites (1 épisode)
- 2014 - 2020  : Les 100 : Raven Reyes (personnage principal - 97 épisodes)
- 2016 : The Night Shift : Kryztal (saison 3, épisode 3)
- 2021 : Walker : Michelle « Micki » Ramirez (rôle principal - 24 épisodes)

## Distinctions
Nominations
- 2013 : Daytime Emmy Award de la meilleure jeune actrice dans une série télévisée dramatique pour General Hospital;

## Voix francophones
En France
| - Daniela Labbé Cabrera dans : - Les 100 (série télévisée) - Night Shift (série télévisée) - Croire en ses rêves (téléfilm) | et aussi - Ingrid Donnadieu dans Skylines - Barbara Beretta dans Walker (téléfilm) |